# Hoshi (cantante francesa)
Mathilde Gerner (Versalles, 14 de septiembre de 1996), también conocida como Hoshi, es una cantautora francesa.

## Biografía

### Familia e infancia
Mathilde Gerner nació el 14 septembre de 1996 en Versalles y creció en Montigny-le-Bretonneux, en la comunidad urbana de Saint-Quentin-en-Yvelines. Comenzó a tocar el piano a los seis años y guitarra a los quince. Al mismo tiempo, escribió sus primeras canciones.

### Carrera musical

#### Principios
Hoshi dio sus primeros pasos en la música con el grupo amateur TransyStory, formado en septembre de 2011. Está en el segundo año de secundaria y proporciona la voz, los teclados y la guitarra rítmica en este cuarteto que actúa ocasionalmente en las salas municipales de Montigny-le-Bretonneux. El grupo interpreta en particular Lou, su primera composición grabada. Al mismo tiempo, se presentó como solista y ganó en diciembre de 2011 el concurso Jeunes Talents, c’est maintenant ! organizado por el ayuntamiento de su ciudad. En esta ocasión, se fijó en ella Marc Isacco, el entonces responsable de una sección musical en Montigny, lo que le permitió conocer a artistas consagrados y tocar en locales más grandes. TransyStory se disolvió a finales de 2012 y Hoshi continuó su actividad musical en solitario.
Apasionada de la cultura japonesa, eligió como nombre artístico Hoshi Hideko, y luego simplemente Hoshi (星?), que significa "estrella" en japonés. Sin embargo, nunca pudo viajar al país nipón debido a la enfermedad de Menière que padece, que le provoca mareos y le impide volar.
Se da a conocer publicando portadas en Internet y consigue el apoyo del sello Styiens. En 2015, con 18 años, es descubierta por el director de casting del programa La Voz y pasa con éxito las audiciones, pero decidió dejarlo cuando la producción le impuso una canción.
Deja el instituto y se dedica por completo a la música actuando en la calle. En 2014, participa en el programa Rising Star del canal M6, pero no logra calificarse con su versión de Mistral gagnant. Después vuelve a cantar en la calle, donde le gusta probar sus composiciones, y actúa en solitario en pequeños conciertos. Casi dos años después, una representante la contacta, lo que le permite firmar con el sello Jo&Co.

#### Acceso a la fama
El 3 de marzo de 2017, lanza su primer sencillo, Comment je vais faire. Tanto la canción como el video musical lograron alcanzar cierto éxito.
El 19 de mayo de 2017, lanza su primer EP titulado Comment je vais faire, con el sello Jo&Co. Incluye su tema homónimo y su versión acústica, así como tres temas originales titulados Manège à trois, En gros tout est gris y Parking sonne.
El 5 de octubre de 2018, canta a dúo la canción de Ycare À qui la faute.
El 23 de marzo de 2018, lanza su primer álbum, Il suffit d'y croire. Obtienne su primer gran éxito con la canción Ta Marinière.
En 2020, fue rowspan=""  style="background-color: var(--background-color-error-subtle, #fee7e6); color:inherit;; text-align:center; vertical-align:middle;" | Nominada a las Victoires de la musique en la categoría de revelación escénica.
En 2022, interpreta en el escenario de Victoires de la musique su canción Fais-moi signe, en la que evoca con gran emoción su enfermedad auditiva. Fue recibida con una gran ovación. Y en ese mismo año, interpreta la voz cantada del personaje de Uta en la película One Piece: Red , que se estrenó el 6 de agosto de 2022 en Japón y el 10 de agosto de 2022 en Francia.

### Vida privada
Hoshi aparece con la cantante Gia Martinelli en noviembre de 2018 en la alfombra roja de los NRJ Music Awards al ser preseleccionada para el premio a la revelación francófona del año. En diciembre de ese mismo año, afirmó ser víctima de una "salida del armario forzada" tras la publicación de un artículo en Paris Match que hablaba de su homosexualidad, negando ferozmente haber realizado las declaraciones denunciadas.
Sufriendo pérdida de audición desde su infancia, se entera durante su primera gira de que padece la enfermedad de Menière. Lo menciona en una entrevista en febrero de 2020 y luego lo habla públicamente en abril de 2021 en el plató del programa C à vous.

## Estilo e influencias
Sus influencias son variadas: Jacques Brel , Serge Gainsbourg, Catherine Ringer, Les Rita Mitsouko, Noir Désir, Léo Ferré, The Cranberries, Patti Smith, Janis Joplin, Izïa Higelin y Nirvana. Observamos una especial facilidad para las metáforas y otras figuras retóricas en sus canciones.

## Discografía

### Álbumes
| 2018: Il suffit d’y croire |
| -------------------------- |
| (Jo&Co)                    |

| N.º                                                                | Título                                                    | Duración |
| ------------------------------------------------------------------ | --------------------------------------------------------- | -------- |
| 1.                                                                 | Comment je vais faire                                     | 3:55     |
| 2.                                                                 | Te parler pour rien                                       | 3:26     |
| 3.                                                                 | Ta marinière                                              | 3:42     |
| 4.                                                                 | Je vous trouve un charme fou                              | 2:56     |
| 5.                                                                 | Femme à la mer                                            | 4:00     |
| 6.                                                                 | Manège à trois                                            | 3:57     |
| 7.                                                                 | Elle rêve encore                                          | 3:38     |
| 8.                                                                 | Il suffit d'y croire                                      | 3:23     |
| 9.                                                                 | Ma merveille                                              | 3:17     |
| 10.                                                                | Après coups                                               | 2:53     |
| 11.                                                                | Poupée Russe                                              | 3:13     |
| 12.                                                                | Je pense à toi                                            | 3:32     |
| 13.                                                                | Parking sonne                                             | 3:31     |
| 14.                                                                | En gros tout est gris                                     | 3:21     |
| 15.                                                                | Comment je vais faire (Version acoustique)                | 4:52     |
| 16.                                                                | Ta marinière (Version acoustique)                         | 3:47     |
| 17.                                                                | Je vous trouve un charme fou (En duo avec Gaëtan Roussel) | 2:51     |
| 18.                                                                | Femme à la mer (Radio Edit)                               | 3:59     |
| Les titres 13 à 18 ne sont présents que sur la version « Deluxe ». |                                                           |          |

| 2020 : (Jo&Co) \| No \| Título \| Duración \| \| 1. \| Sommeil levant \| 3:02 \| \| 2. \| Marche ou rêve \| 2:59 \| \| 3. \| Amour censure \| 3:27 \| \| 4. \| Bouche de métro \| 3:16 \| \| 5. \| SQY \| 3:22 \| \| 6. \| Migracoeur \| 3:21 \| \| 7. \| Larmes de croco (feat. Corine) \| 3:46 \| \| 8. \| Ita Vita \| 2:16 \| \| 9. \| Coule mascara \| 3:06 \| \| 10. \| Enfants du danger \| 3:23 \| \| 11. \| Bluff \| 3:34 \| \| 12. \| Fais-moi signe \| 3:51 \| \| 13. \| La plus belle partie de moi \| 3:18 \| \| 14. \| Médicament \| 2:59 \| |                                |          |
| No | Título                         | Duración |
| 1. | Sommeil levant                 | 3:02     |
| 2. | Marche ou rêve                 | 2:59     |
| 3. | Amour censure                  | 3:27     |
| 4. | Bouche de métro                | 3:16     |
| 5. | SQY                            | 3:22     |
| 6. | Migracoeur                     | 3:21     |
| 7. | Larmes de croco (feat. Corine) | 3:46     |
| 8. | Ita Vita                       | 2:16     |
| 9. | Coule mascara                  | 3:06     |
| 10. | Enfants du danger              | 3:23     |
| 11. | Bluff                          | 3:34     |
| 12. | Fais-moi signe                 | 3:51     |
| 13. | La plus belle partie de moi    | 3:18     |
| 14. | Médicament                     | 2:59     |

| No  | Título                                   | Duración |
| 1.  | Étoile flippante                         | 3:32     |
| 2.  | Et même après je t'aimerai               | 3:16     |
| 3.  | Pleurs de fumoir (feat. Benjamin Biolay) | 3:22     |
| 4.  | Nos jeux amoureux                        | 2:56     |
| 5.  | Il était une toi                         | 2:53     |
| 6.  | J'te pardonne                            | 3:53     |
| 7.  | J'attends mon heure (feat. FIVE)         | 3:33     |
| 8.  | Allez là                                 | 2:37     |
| 9.  | Enfant clown                             | 3:21     |
| 10. | Pas de cadeaux                           | 3:02     |
| 11. | Mieux avant (feat. Babouchka)            | 4:01     |
| 12. | Frissons                                 | 3:00     |
| 13. | Danser dans cette cadence                | 3:16     |

| No  | Título                         | Duración |
| 1.  | Sommeil levant                 | 3:02     |
| 2.  | Marche ou rêve                 | 2:59     |
| 3.  | Amour censure                  | 3:27     |
| 4.  | Bouche de métro                | 3:16     |
| 5.  | SQY                            | 3:22     |
| 6.  | Migracoeur                     | 3:21     |
| 7.  | Larmes de croco (feat. Corine) | 3:46     |
| 8.  | Ita Vita                       | 2:16     |
| 9.  | Coule mascara                  | 3:06     |
| 10. | Enfants du danger              | 3:23     |
| 11. | Bluff                          | 3:34     |
| 12. | Fais-moi signe                 | 3:51     |
| 13. | La plus belle partie de moi    | 3:18     |
| 14. | Médicament                     | 2:59     |

| No | Título                                           | Duración |
| 1. | Et même après je t'aimerai (Version orchestrale) | 3:28     |
| 2. | J'te pardonne (Version orchestrale)              | 3:34     |
| 3. | Amour censure (Version orchestrale)              | 3:10     |
| 4. | Fais-moi signe (Version orchestrale)             | 4:27     |

| Año  | Único                                                     | Clasificación de ventas | Clasificación de ventas | Certificado     | Álbum                |
| Año  | Único                                                     | Francia                 | Bélgica (Valonia)       | Certificado     | Álbum                |
| ---- | --------------------------------------------------------- | ----------------------- | ----------------------- | --------------- | -------------------- |
| 2017 | Comment je vais faire(single puis EP)                     | 91                      | Puesto: 30              | —               | Il suffit d'y croire |
| 2018 | Ta marinière                                              | 9                       | Puesto: 9               | Francia Platino | Il suffit d'y croire |
| 2019 | Je vous trouve un charme fou (en duo avec Gaëtan Roussel) | 53                      | Puesto: 19              | Francia : Oro   | Il suffit d'y croire |
| 2019 | Amour censure                                             | 15                      | 6                       | Francia : Oro   | Sommeil levant       |
| 2020 | SQY                                                       | —                       | —                       | —               | Sommeil levant       |
| 2020 | Enfants du danger                                         | —                       | Puesto: 28              | —               | Sommeil levant       |
| 2020 | Marche ou rêve                                            | 200                     | —                       | —               | Sommeil levant       |
| 2021 | Et même après je t'aimerai                                | 183                     | —                       | Francia : Oro   | Étoile flippante     |
| 2021 | Allez là                                                  | —                       | —                       | —               | Étoile flippante     |
| 2021 | Il était une toi                                          | —                       | —                       | —               | Étoile flippante     |
| 2021 | J'te pardonne                                             |                         |                         |                 | Étoile flippante     |

| 2017 : Comment je vais faire (EP) (Jo&Co) \| No \| Titre \| Durée \| \| 1. \| Comment je vais faire \| 3:55 \| \| 2. \| Parking sonne \| 3:31 \| \| 3. \| Manège à trois \| 3:57 \| \| 4. \| En gros tout est gris \| 3:21 \| \| 5. \| Comment je vais faire (Version acoustique) \| 4:52 \| |                                            |       |
| No | Titre                                      | Durée |
| 1. | Comment je vais faire                      | 3:55  |
| 2. | Parking sonne                              | 3:31  |
| 3. | Manège à trois                             | 3:57  |
| 4. | En gros tout est gris                      | 3:21  |
| 5. | Comment je vais faire (Version acoustique) | 4:52  |

| Año  | Organizadores           | Premio                              | Resultados |
| ---- | ----------------------- | ----------------------------------- | ---------- |
| 2018 | NRJ Music Awards        | Revelación francófona del año       | Nominada   |
| 2020 | Victoires de la musique | Revelación de la escena             | Nominada   |
| 2020 | La Chanson de l'année   | Censura de canciones de amor        | Nominada   |
| 2021 | NRJ Music Awards        | Artista femenina francófona del año | Nominada   |
| 2022 | Victoires de la musique | artista femenina                    | Nominada   |